# Heinkel HE 5
Хейнкель He 5 (нем. Heinkel He 5)— немецкий гидросамолёт-разведчик. В 1926 самолёты He 5a, He 5b принимали участие в состязаниях немецких гидросамолётов, проводившиеся в Варнемюнде.

## Эксплуатация в СССР
ВВС СССР закупили He 5, который имели 12-цилиндровый V-образный двигатель BMW VI Е7,3 (420/480 л. с.). В связи с заменой мотоустановки самолёты для Советского Союза получили обозначение He 5с. 17 октября 1927 г. первый He 5с прошёл испытания в Варнемюнде, был разобран и упакован. А 31 октября пароход Калинин увез его из Гамбурга в СССР. Ящики сначала доставили в Одессу, там перегрузили на другое судно, и лишь 20 сентября самолёт прибыл в Севастополь. 18 января его приняла комиссия ВВС Чёрного моря. Комиссия в своем акте отметила, что машина доставлена с повреждениями из-за плохой упаковки. Была повреждена одна из нервюр левой плоскости и пять нервюр на правой, помяты алюминиевые обтекатели стоек поплавков, а на моторе обнаружились следы ржавчины. Пришлось сразу отправить гидроплан в ремонт. Председателем комиссии по исследованиям был В. К. Лавров. В 1928 году самолёт приступил к испытаниям. Подготовкой к полётам руководил Р. Л. Бартини.
Второй экземпляр He 5с был оснащён пулеметами, радиостанцией, фотоаппаратом, имел бомбовую подвеску. В ноябре 1928 г. второй He 5с вышел на испытания. 26 ноября его опробовали на управляемость на воде. В декабре 1928-го 2 самолёта He 5с оказались в строевой части в 65-м отдельном авиаотряде ВВС Чёрного моря.
9 августа 1929 году самолёт He 5с с бортовым номером 2 был разбит при посадке.

## Эксплуатация в Швеции
Самолёт He 5b строила шведская фирма Свенскааэро АБ, на заводе в Лидинго, под Стокгольмом. Количество выпущенных в Швеции гидропланов неизвестно. He 5b несколько лет эксплуатировались шведской морской авиацией.

## Эксплуатация в Германии
Эксплуатация He 5 велась до середины 30-х годов. В 1928 году появилась модификация He 5е с мотором BMW VIE5.5 Z (500/600 л. с.). На ней изменили форму руля поворота и увеличили площадь руля высоты. Самолёт стал двухместным. He 5е построили в семи экземплярах. В 1930 г. фирма Focke-Wulf выпустила свой вариант — He 5f с двигателем BMW VIE. 7,3 Z (форсированным до 750 л. с.). В феврале 1929 г. самолёты фиктивно передали Lufthansa. После прихода Гитлера к власти, эти машины перешли к сети государственных школ гражданских (якобы) лётчиков. В том же году они начали сменяться более современными He 60.

## Варианты

### Германия
- He 5a -
- He 5b
- He 5c — выпускались для СССР
- He 5e
- He 5f

### Швеция
- S 5
- S 5A
- S 5B
- S 5C
- S 5D

## Лётно-технические характеристики

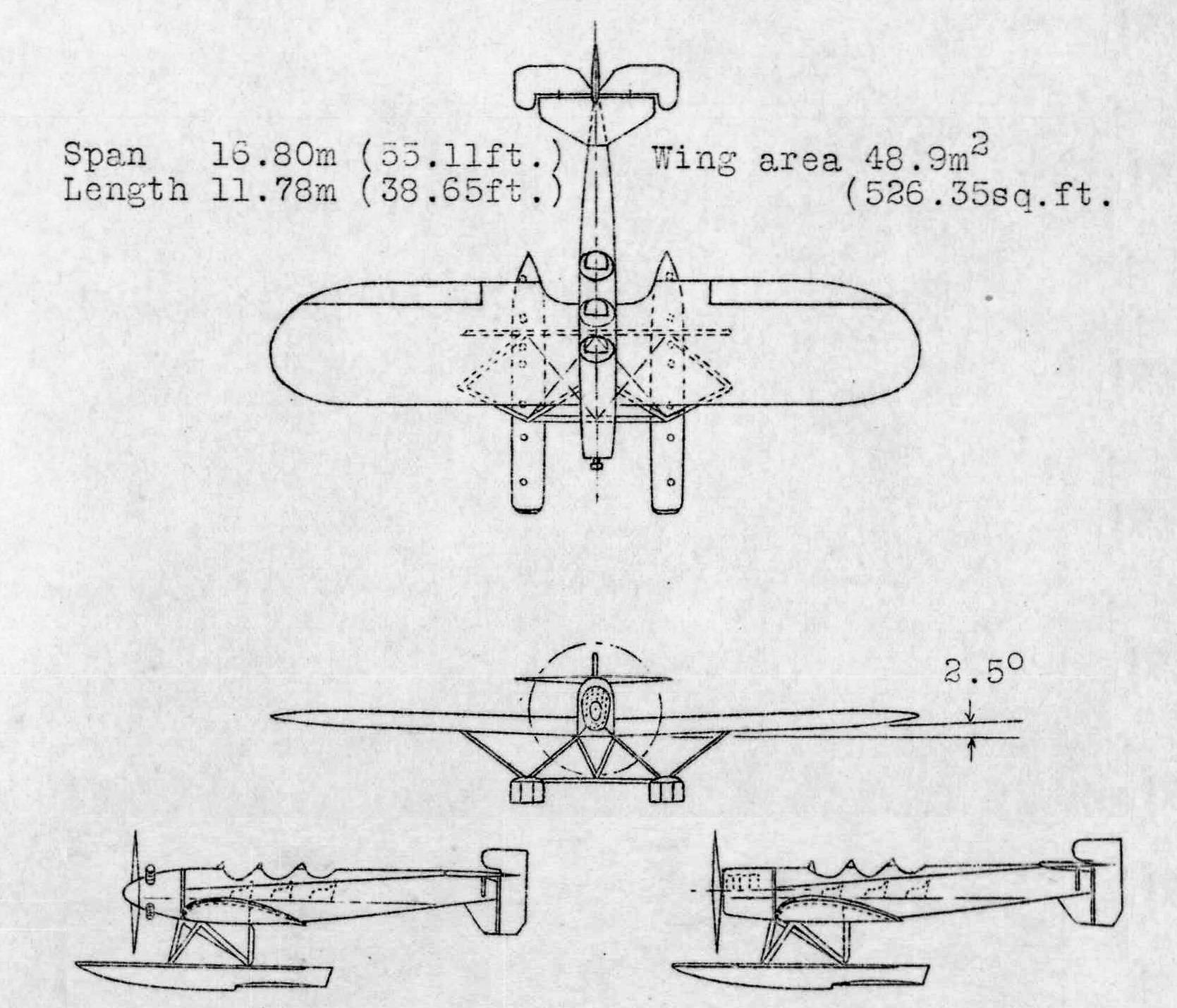
Heinkel HE 5

| Модификация                 | He 5c                                                    |
| Размах крыла, м             | 16.80                                                    |
| Длина, м                    | 12.18                                                    |
| Высота, м                   | 4.38                                                     |
| Площадь крыла, м2           | 48.94                                                    |
| Масса, кг                   |                                                          |
| пустого самолёта            | 2000                                                     |
| нормальная взлётная         | 2900                                                     |
| Тип двигателя               | 1 ПД BMW VI Е7,3                                         |
| Мощность, л. с.             | 1 х 480                                                  |
| Максимальная скорость, км/ч | 200                                                      |
| Крейсерская скорость, км/ч  | 164                                                      |
| Практическая дальность, км  | 550                                                      |
| Скороподъёмность, м/мин     | 285                                                      |
| Практический потолок, м     | 5500                                                     |
| Экипаж, чел                 | 2                                                        |
| Вооружение:                 | три 7.7-мм пулеметов, лёгкие бомбы общим весом до 160 кг |